# Muriel Lazennec
Muriel Foulard-Lazennec, dite Mumu, née le 17 janvier 1973 à Blois (où évolua son père déjà comme hockeyeur), est une joueuse de hockey sur gazon française, évoluant au poste d'attaquante ou de milieu de terrain, licenciée au Saint-Germain-en-Laye Hockey Club, puis au Stade français.
Elle a débuté dans son sport de prédilection à l'âge de 10 ans, puis fut admise à l'INSEP quelques années plus tard, en 1992.
Elle exerce la profession de Chef de projet chez un opérateur de téléphonie mobile.
(Patrick Lazennec est, quant à lui, le Président de la ligue du Centre de hockey sur gazon)

## Palmarès

### Équipe de France
- Première sélection en 1990 (à 17 ans à peine);
- Capitaine des Blue Belles Girls (ancien surnom de l'équipe de France féminine);
- Doyenne de l'équipe de France en 2012 (après quelques années d'arrêt, elle a repris sa place d'internationale au printemps 2011);
- Plus de 180 sélections nationales sur gazon (en cours...);
- Plus de 50 sélections nationales en salle (en cours...);
- Championne d'Europe en salle groupe B: 2012 (à Slagelse, Danemark);
- 3e de la Coupe du Monde en salle: en 2003 (à Leipzig, Allemagne);
- 3e du Championnat d'Europe en salle groupe A "Élite": en 2002;
- 2e de la Coupe des Alpes en 2002 (à Prague).

### Clubs
- Championne de France (sur gazon): 2006 et  2008 avec le Saint-Germain-en-Laye Hockey Club, et 2012 avec le Stade français (à 39 ans).